# Sjöradio
Sjöradio syftar på radiotrafik på frekvenser reserverade för sjöfartens behov. Bland dessa ingår frekvenser för radiotelefoni (VHF, MF och HF), sjöradar och vissa säkerhetstillämpningar. Användning av sjöradio är internationellt reglerad.

## Kommunikationsradio
Marin VHF räknas har en hörbarhet på trettio till fyrtio nautiska mil mot kustradiostation med hög antenn, då fartyget har en fast radiotelefon med antennen på fyra meters höjd. Mellan segelbåtar eller små fartyg är hörbarheten ungefär hälften av detta, med antennen lågt sex nautiska mil. Fartyg för kustnära trafik kan använda marin VHF som enda kommunikationsradio.
Marin mellanvågsradio (MF) räknas ha en hörbarhet på 150 till 180 nautiska mil, enligt typisk sändningseffekt. Under goda förhållanden kan man nattetid nå 400 nautiska mil. Med MF-radio når man en kuststation till exempel i hela Östersjön, Nordsjön och Biscayabukten och på rutten till Island.
Marin kortvågsradio (HF) använder ett antal olika frekvensband, kring 4, 6, 8 12, 16, 18, 22 respektive 25 MHz, med olika anropskanaler. Kustradiostationer på dessa band och inmarsat-satellittelefoner täcker världshaven mellan 70° syd och 70° nord, vid goda förhållanden upp och ner till 76°.

## Kompetenser
För att få sköta radiotelefoniutrustning finns ett antal kompetenser, bland annat:
- SRC (Short Range Certificate) – kusttrafikcertifikat eller ”begränsat telefonicertifikat”, som ger rätt att använda marin VHF på båtar som inte omfattas av SOLAS-konventionen, i praktiken främst fritidsbåtar och en del fiskefartyg
- LRC (Long Range Certificate) – oceantrafikcertifikat, motsvarande certifikat för alla sjöradiofrekvenser (också MF/HF)
- ROC – begränsat operatörscertifikat
- GOC – allmänt operatörscertifikat